# Corydalis tibetica
Corydalis tibetica är en vallmoväxtart som beskrevs av Joseph Dalton Hooker och Thoms.. Corydalis tibetica ingår i släktet nunneörter, och familjen vallmoväxter. Inga underarter finns listade i Catalogue of Life.